# Max Hartlieb
Max Hartlieb właściwie Max von Hartlieb-Walsporn (ur. 20 października 1883, zm. 25 lipca 1959) – generał porucznik wojsk pancernych Wehrmachtu.

## Kariera
W okresie 1939 – 29 maja 1940 dowódca 5 Dywizji Pancernej Wehrmachtu. Od 20 czerwca 1940 do 20 stycznia 1942 dowódca 179 Dywizji Zapasowej. W okresie 1 lutego 1943 - październik 1944 dowódca nadkomendantury polowej (niem. Oberfeldkommandantur) Kraków, obejmującej dystrykt krakowski.